# Hospital Nacional en Red Licenciada Laura Bonaparte
El Hospital Nacional en Red "Licenciada Laura Bonaparte" es el único hospital nacional de salud mental dependiente del Estado argentino en el Área Metropolitana de Buenos Aires. Se ubica en la calle Combate de los Pozos 2133, en la ciudad de Buenos Aires, Argentina. El centro desarrolla tareas de prevención, tratamiento y rehabilitación de salud mental y adicciones.
La institución depende específicamente del Ministerio de Salud de la Nación. Está regida por la Ley Nacional de Salud Mental 26.657, que enmarca a los hospitales monovalentes en nuevas prácticas en salud mental, que contemplan el enfoque de derechos humanos y en la perspectiva interdisciplinaria.

## Historia
Su planificación, con el nombre de Hospital Militar, se inició en 1875 durante la presidencia de Nicolás Avellaneda, con una comisión formada por el Coronel Luis María Campos y los doctores Biedma y Eduardo Wilde.
La construcción comenzó durante la presidencia de Julio Argentino Roca en 1884 y se lo inauguró finalmente durante la presidencia de Miguel Juárez Celman en 1889.
En 1940, cuando gobernaba Roberto Marcelino Ortiz, se lo denominó Hospital Nacional Central para Enfermos Tuberculosos. En 1973, luego de estar abandonado un tiempo, toma el nombre de Centro Nacional de Reeducación Social (CENARESO).

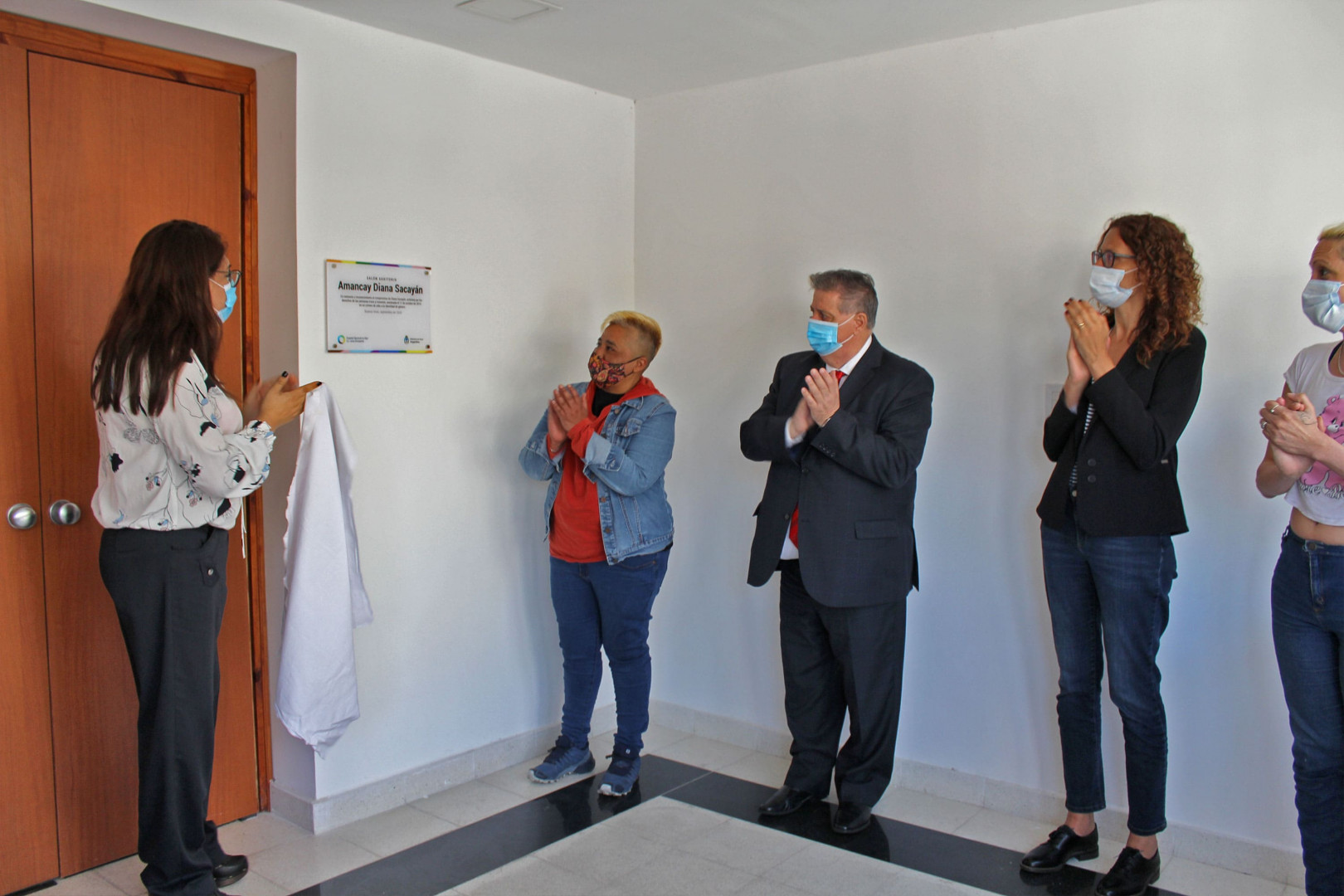
Inauguración del auditorio en homenaje a Diana Sacayán, octubre de 2020.

En 2012, en el marco de los debates públicos en torno a la ley de Salud Mental, el gobierno nacional firmó una resolución mediante la cual ordenó la intervención general del hospital a fin de modificar la misión de la institución. Dicha intervención cesó en 2023. En 2016, a partir de una propuesta del senador Juan Manuel Abal Medina, pasó a su denominación actual en homenaje a Laura Bonaparte, psicóloga, activista por los derechos humanos integrante de Madres de Plaza de Mayo Línea Fundadora fallecida en 2013.El hospital fue considerado una institución central en el proceso de desmanicomialización fijado en la ley de Salud Mental.
Además, es un hospital que acompaña a la comunidad LGBT+ desde el marco de la Ley de Identidad de Género. De hecho, su auditorio principal lleva el nombre de la activista Diana Sacayán.

## Servicios
El hospital cuenta con un servicio de atención a niños y adolescentes; un servicio de salud integral; y asistencia sanitaria en territorio. El abordaje territorial tiene una perspectiva de prevención y promoción de la salud, y brinda asistencia en Villa Fiorito, Isla Maciel y Zavaleta.
Si bien está especializado en salud mental, el hospital también ofrece atención en clínica médica, laboratorio de análisis clínicos, odontología y farmacia.
Cuenta con una biblioteca, un centro cultural y un jardín de infantes.

## Reconocimientos
En el año 2024 el hospital recibió el reconocimiento de la Federación Internacional de Farmacéuticos por el trabajo realizado en el área de farmacia de la institución.

## Proyecto de cierre
En octubre de 2024, 135 años luego de su inauguración, el gobierno de Javier Milei anunció su intención de cerrar el hospital aduciendo un reducido número de pacientes que utilizan su servicio. Esto desencadenó un repudio social.

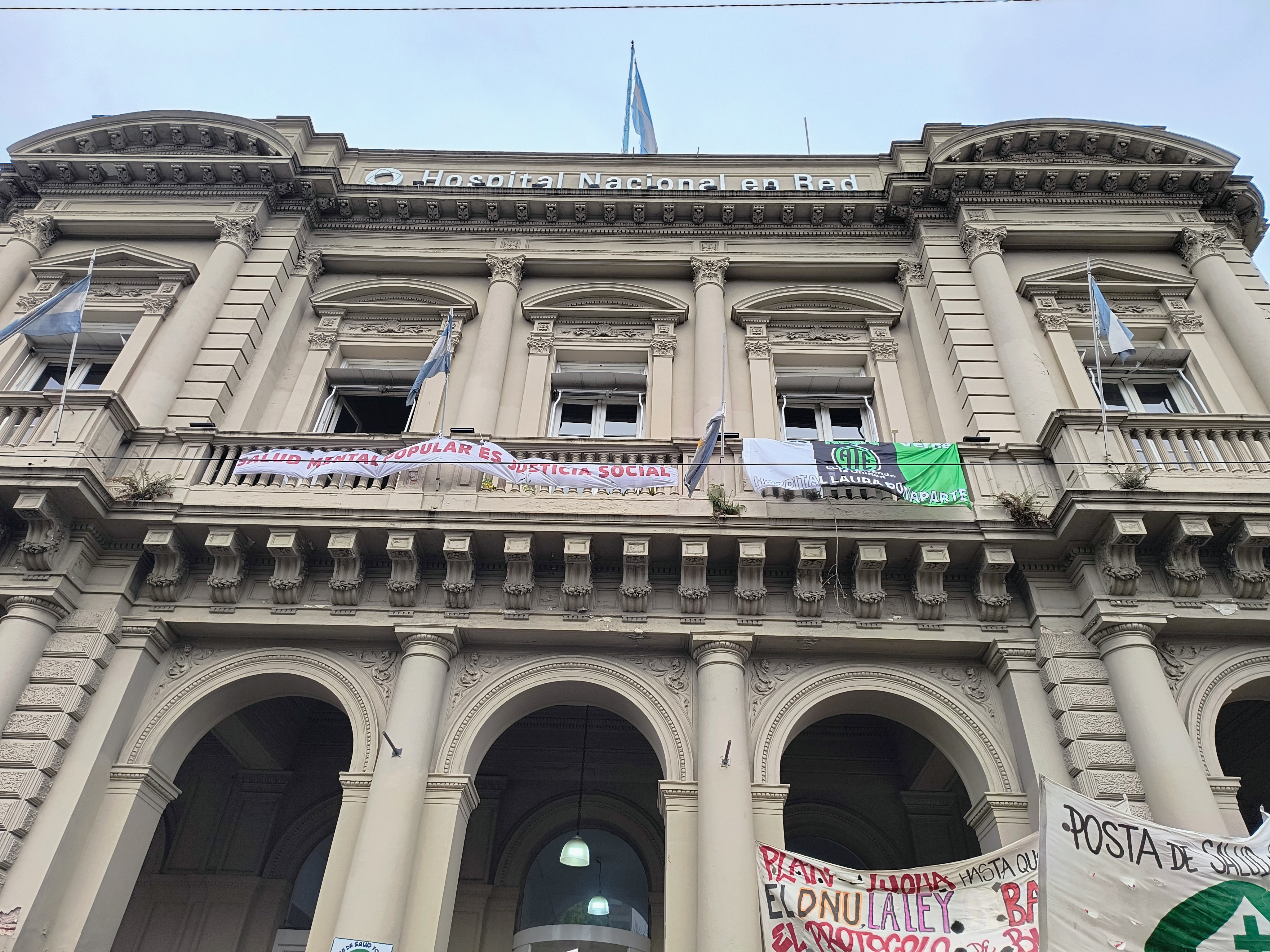
Fachada del edificio con banderas y carteles en repudio al cierre, octubre 2024.
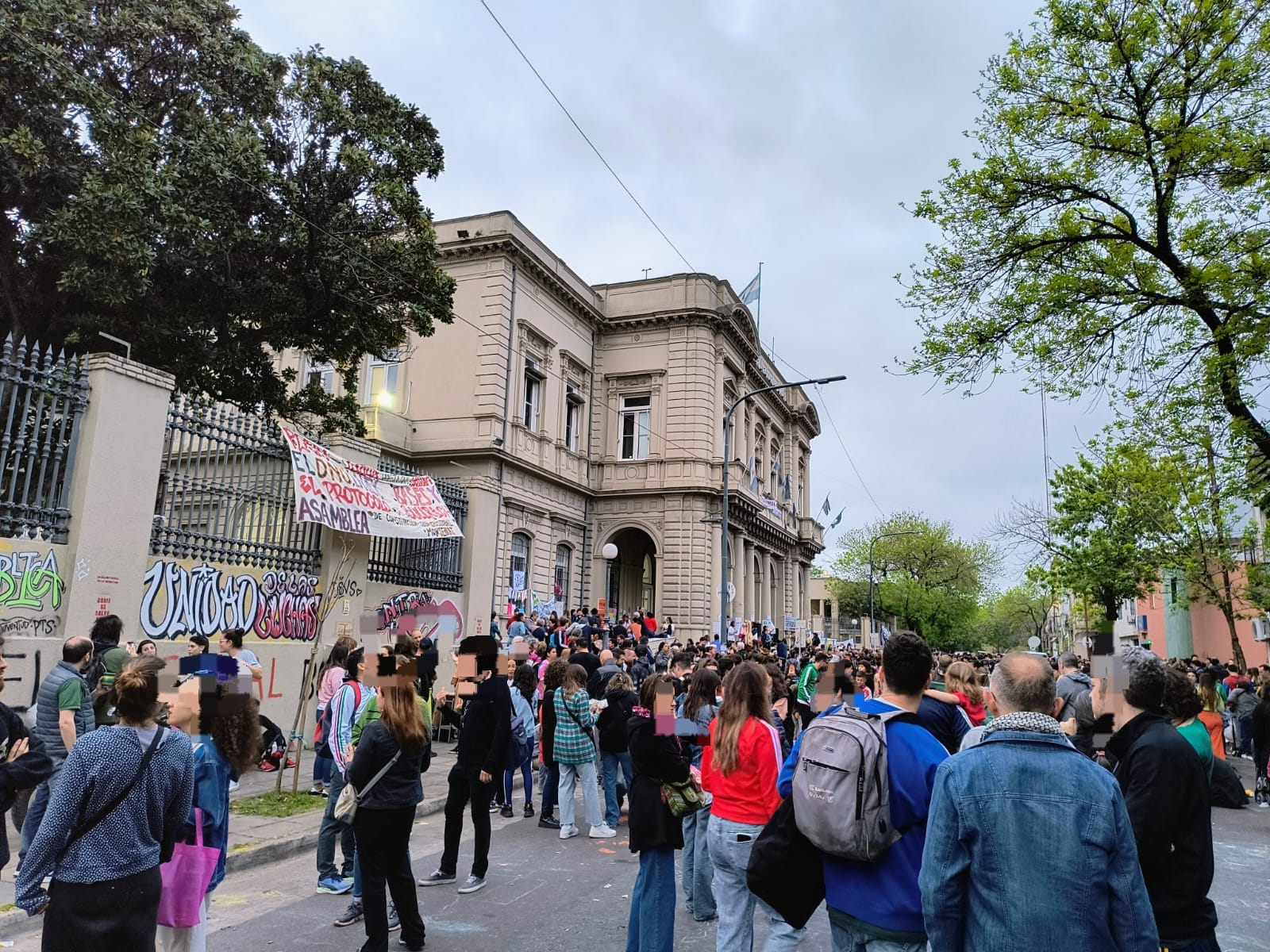
Concentración frente al edificio, octubre 2024.
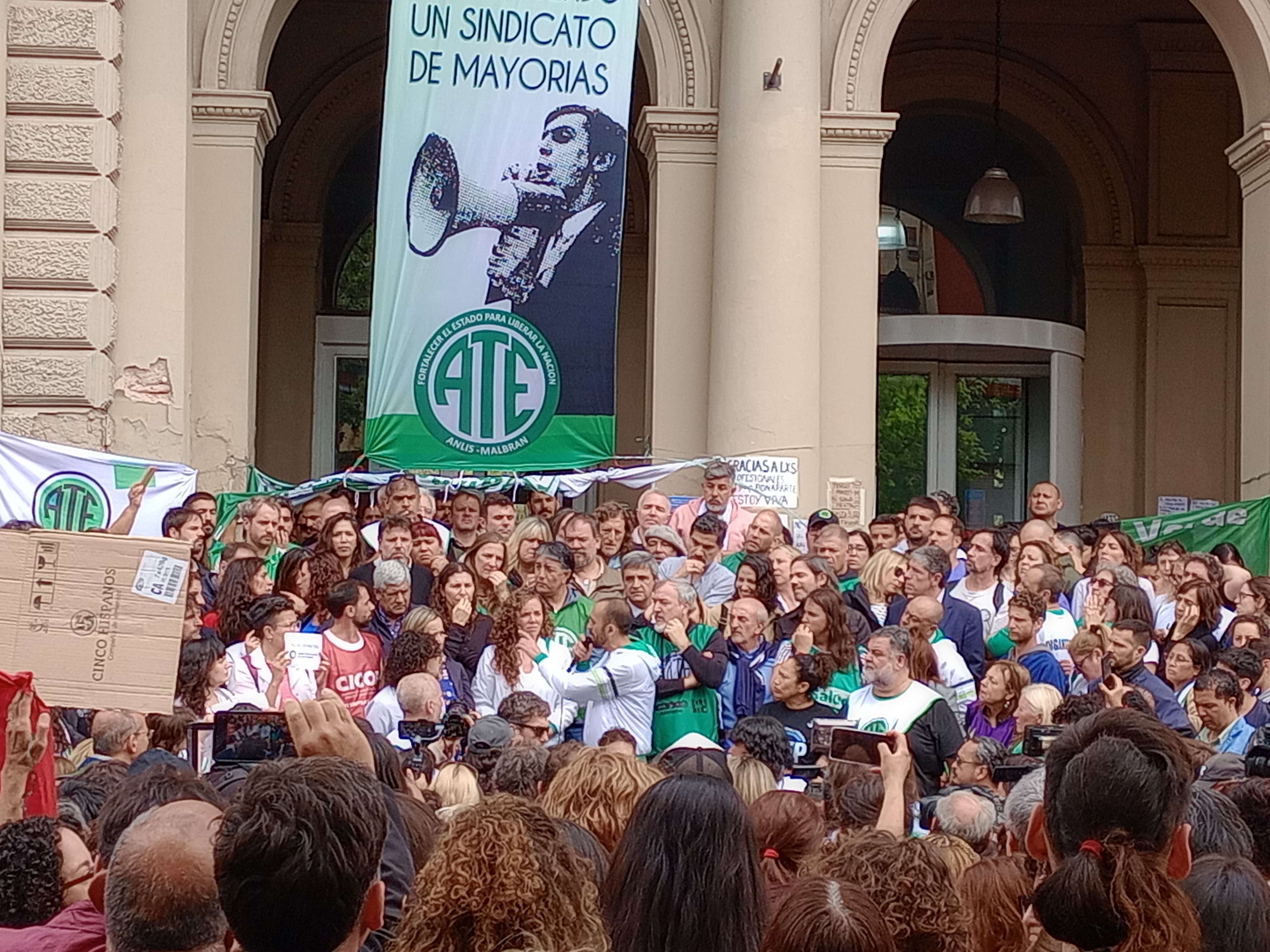
Acto en repudio al cierre con la presencia de distintos dirigentes sociales y gremiales, además de los diputados nacionales Myriam Bregman, Pablo Yedlin, Juan Manuel Abal Medina, Nicolás del Caño y otros.
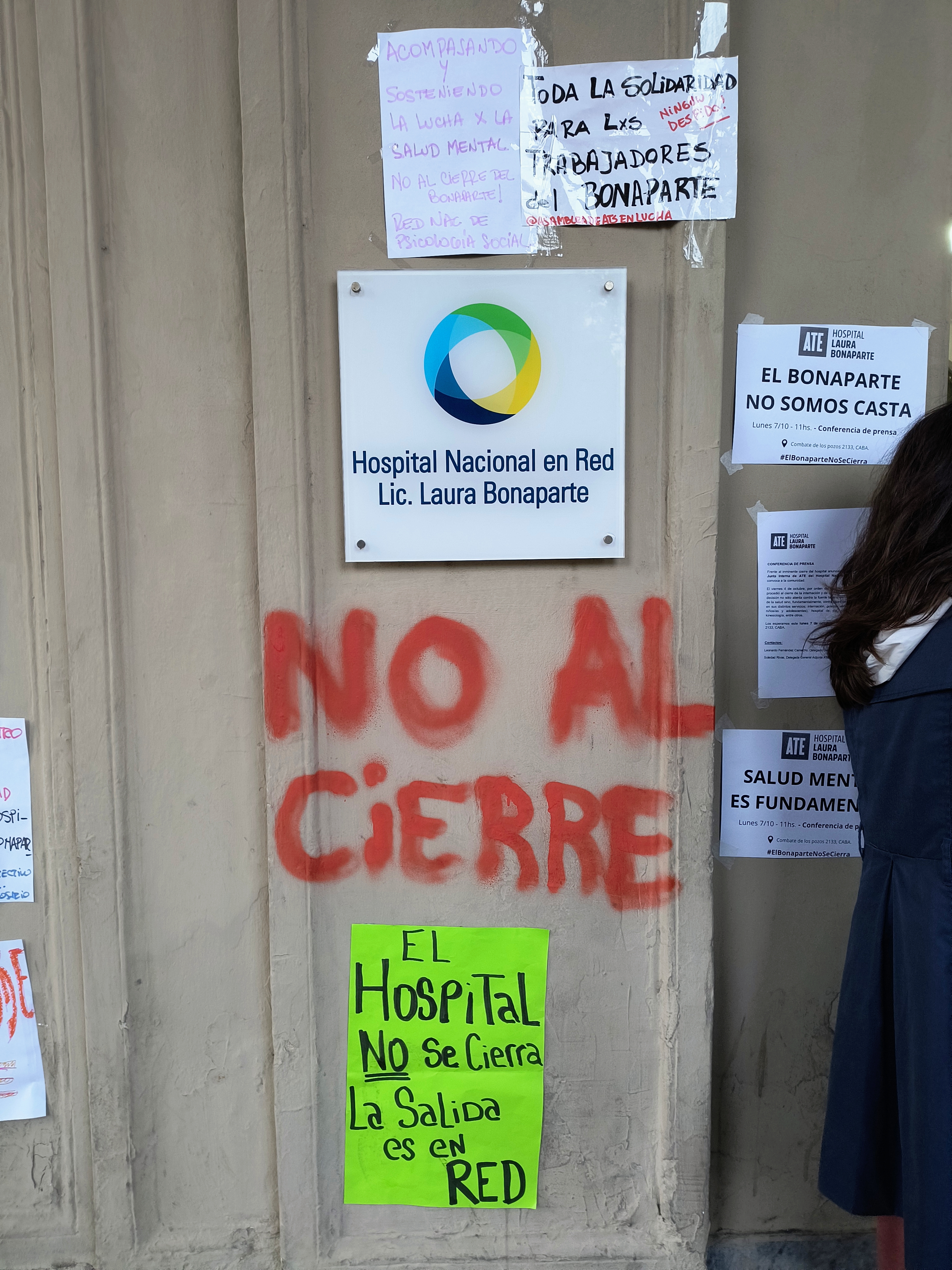
Grafiti en la puerta de acceso al hospital, octubre 2024.